# 徐世群
徐世群（1940年8月—），男，汉族，重庆梁平人，中华人民共和国政治人物。

## 生平
1958年至1963年，在西南师范学院外语系学习、任专职政治辅导员。1960年3月，加入中国共产党。1963年至1972年，任四川省宣汉中学英语教师、教研组组长、年级主任。1972年至1978年，任中国援索马里公路工程技术工作组翻译。1978年至1980年，任宣汉中学副校长、党支部委员。1980年至1982年，任四川省达县师范专科学校副校长、党委委员。1982年至1983年，任四川省赴索马里公路考察组翻译、达县师范专科学校副校长。1983年至1985年，任中共四川省达县地委副书记兼达县师范专科学校党委书记。
1985年至1988年10月，任中共四川省委常委（至1988年4月）、四川省外事办公室主任。1988年10月至1993年2月，任中共四川省委常委（1990年2月起）、省委秘书长。1993年2月至2001年2月，任中共四川省委常委（至1993年4月）、四川省人民政府副省长。2001年2月，任四川省人大常委会副主任。1985年9月中共全国代表会议增选，中共第十二届候补委员、后连任十三届中央候补委员。